# Ornans (метеорит)
Ornans — каменный, хондрит углистый. Является эталонным метеоритом группы CO-хондритов в классификации, предложенной Дж. Вассоном в 1970-х годах.
Синонимы: Ornana, Salins.